# 長野仁美
長野 仁美（ながの ひとみ、1986年12月20日 - ）は、日本の元女子バレーボール選手。

## 来歴
千葉県鎌ケ谷市出身。友人に誘われて中学1年よりバレーボールをはじめる。市立柏高校在学中にインターハイや春高バレーなどを経験。
日本女子体育大学を経て、2010年4月、健祥会レッドハーツに入部。同年5月、黒鷲旗大会で公式戦デビュー。2010-11Vチャレンジリーグではルーキーながらサーブ賞を獲得した。2012年のレッドハーツVリーグ退社後に、実業団の三菱東京UFJ銀行でプレーした。

## 球歴
- 所属チーム履歴

市立鎌ケ谷中 → 市立柏高校 → 日本女子体育大学 → 健祥会レッドハーツ（2010-2012年） → 三菱東京UFJ銀行（2012-?）
- 受賞歴
  - 2011年 - Vチャレンジリーグ サーブ賞